# Junkers Ju 52
Junkers Ju 52 (biệt danh Tante Ju ("Auntie Ju") và Iron Annie) là một loại máy bay vận tải ba động cơ của Đức quốc xã, được sản xuất trong giai đoạn 1932-1945. Nó được sử dụng trong cả lĩnh vực quân sự và dân sự trong thập niên 1930 và 1940.

## Biến thể
Ju 52
Ju 52/3m
Ju 52/3mce
Ju 52/3mge
Ju 52/3mg3e
Ju 52/3mg4e
Ju 52/3mg5e
Ju 52/3mg6e
Ju 52/3mg7e
Ju 52/3mg8e
Ju 52/3mg9e
Ju 52/3mg10e
Ju 52/3mg11e
Ju 52/3mg12e
Ju 52/3m12e
Ju 52/3mg13e
Ju 52/3mg14e
A.A.C. 1 Toucan
CASA 352
CASA 352L
C-79
T2B

## Quốc gia sử dụng

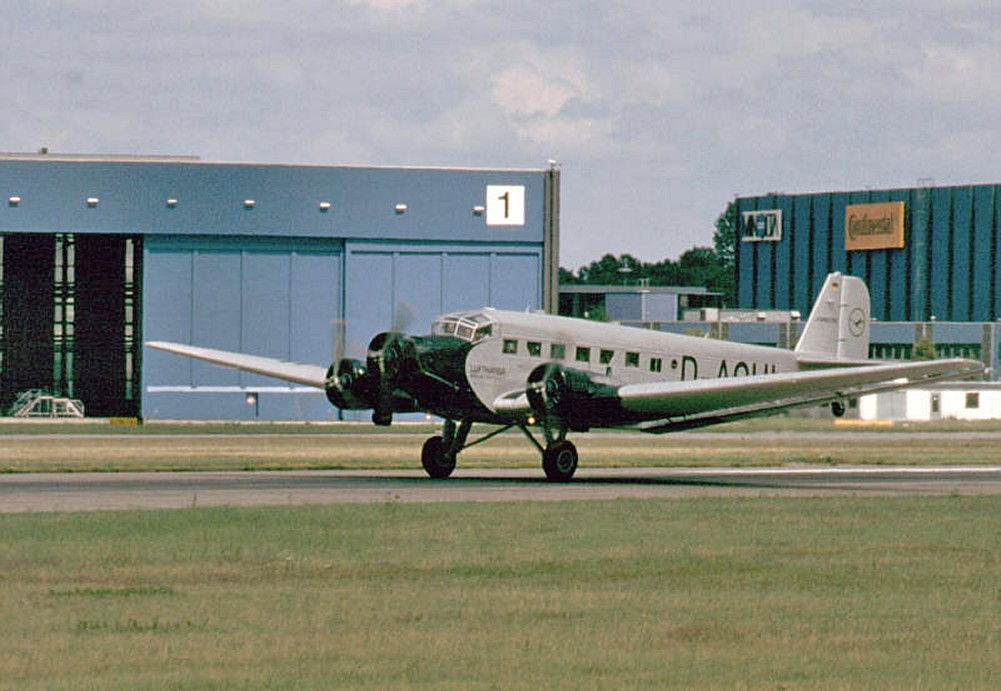
Junkers Ju 52/3m của hãng Lufthansa.

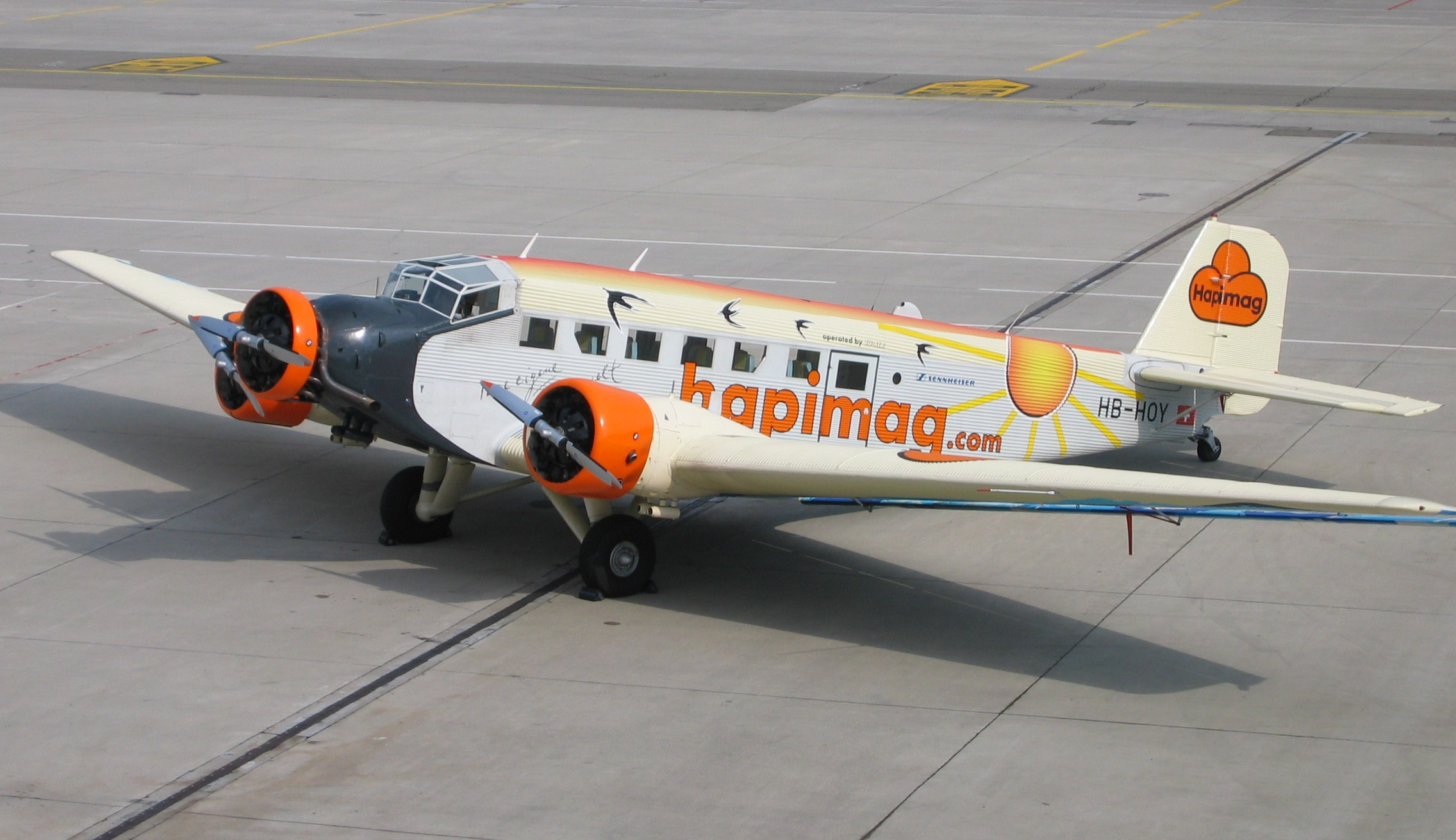
CASA 352 (Junkers Ju 52/3m) sơn biểu tượng của Ju-Air tại sân bay Zürich

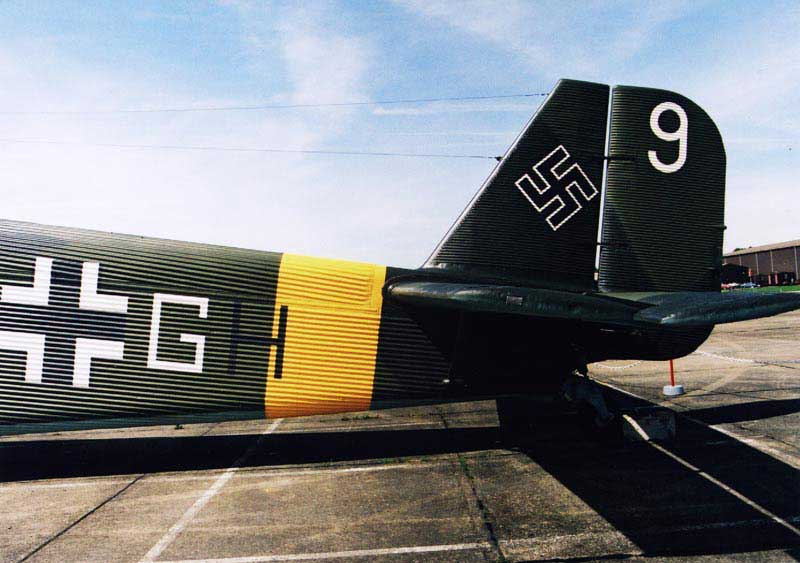
AAC 1 tại Duxford, 2001

- Argentina
- Áo
- Bỉ
- Bolivia
- Brasil
- Bulgaria
- Canada
- Chile
- Trung Hoa Dân Quốc
- Colombia
- NDH
- Tiệp Khắc
- Đan Mạch
- Ecuador
- Estonia
- Phần Lan
- Pháp
- Đức
- Đức
- Greece
- Hungary
- Ý
- Liban
- Na Uy
- Perú
- Ba Lan
- Bồ Đào Nha
- România
- South Africa
- Slovakia
- Liên Xô
- Bản mẫu:Country data Spanish State
- Thụy Điển
- Thụy Sĩ
- Anh Quốc
- United States
- Uruguay
- Nam Tư

## Tính năng kỹ chiến thuật (Junkers Ju 52/1m ce)
Dữ liệu lấy từ Wolfgang Wagner
Đặc điểm tổng quát
- Tổ lái: 2
- Sức chuyên chở: 1.820 kg (4.000 lb) hàng hóa
- Chiều dài: 18,50 m (60 ft 8 in)
- Sải cánh: 29,50 m (96 ft 9 in)
- Chiều cao: 4,65 m (15 ft 3 in)
- Diện tích cánh: 116 m² ()
- Trọng lượng rỗng: 4.000 kg (8.830 lb)
- Trọng lượng cất cánh tối đa: 7.000 kg (15.450 lb)
- Động cơ: 3 × BMW VIIaU, 507 kW (680 hp)690 PS  mỗi chiếc

 Hiệu suất bay 
- Vận tốc cực đại: 195 km/h (121 mph)
- Vận tốc hành trình: 160 km/h (100 mph)
- Tầm bay: 1,000 km (620 mi)
- Trần bay: 3.400 m (11.150 ft)
- Vận tốc leo cao: 2,30 m/s ([chuyển đổi: đơn vị bất ngờ]) 8,6 phút lên độ cao 1.000 m (3.300 ft); 20,5 phút lên độ cao 2.000 m (6.600 ft)
- Tải trên cánh: 60,34 kg/m² ()
- Công suất/trọng lượng: 13,8 kg/kW (10,14 kg/PS)

## Tính năng kỹ chiến thuật (Junkers Ju 52/3m ce)
Dữ liệu lấy từ Wolfgang Wagner "Hugo Junkers Pionier der Luftfahrt - Seine Flugzeuge" Bernard & Graefe Verlag, Bonn 1996 ISBN 3-7637-6112-8 (in German) p. 358
Đặc điểm tổng quát
- Tổ lái: 2
- Sức chuyên chở: 17 hành khách
- Chiều dài: 18,90 m ()
- Sải cánh: 29,25 m ()
- Chiều cao: 6,10 m ()
- Diện tích cánh: 110,5 m² ()
- Trọng lượng rỗng: 5.970 kg (13.180 lb)
- Trọng lượng cất cánh tối đa: 9.210 kg (20.330 lb)
- Động cơ: 3 × BMW Hornet A2, 386 kW (525 PS)  mỗi chiếc

 Hiệu suất bay 
- Vận tốc cực đại: 271 km/h (168 mph) trên độ cao 900 m
- Vận tốc hành trình: 222 km/h (138 mph)
- Tầm bay: 950 km (590 mi)
- Trần bay: 5.200 m (17.050 ft)
- Vận tốc leo cao: 3,90 m/s ()
- Tải trên cánh: 83,35 kg/m² ()
- Công suất/trọng lượng: 7,95 kg/kW (5,85 kg/PS)

## Tính năng kỹ chiến thuật (Junkers Ju 52/3m g7e)
Dữ liệu lấy từ Jane’s Fighting Aircraft of World War II
Đặc điểm tổng quát
- Tổ lái: 3
- Sức chuyên chở: 18 lính hoặc 12 cáng tải thương
- Chiều dài: 18,90 m (62 ft 0 in)
- Sải cánh: 29,25 m (95 ft 10 in)
- Chiều cao: 4,5 m (14 ft 10 in)
- Diện tích cánh: 110,5 m² (1.190 ft²)
- Trọng lượng rỗng: 6.510 kg (14.325 lb)
- Trọng lượng có tải: 9.200 kg (20.270 lb)
- Trọng lượng cất cánh tối đa: 10.990 kg (24.200 lb)
- Động cơ: 3 × BMW 132T, 533 kW (715 hp)  mỗi chiếc

 Hiệu suất bay 
- Vận tốc cực đại: 265 km/h (165 mph)
- Vận tốc hành trình: 211 km/h (132 mph)
- Tầm bay: 870 km (540 mi)
- Trần bay: 5.490 m (18.000 ft)
- Vận tốc leo cao: 17 phút lên độ cao 3.050 m (10.000 ft)

Trang bị vũ khí

- Súng: * 1 × súng máy MG 131 13 mm (.51 in)

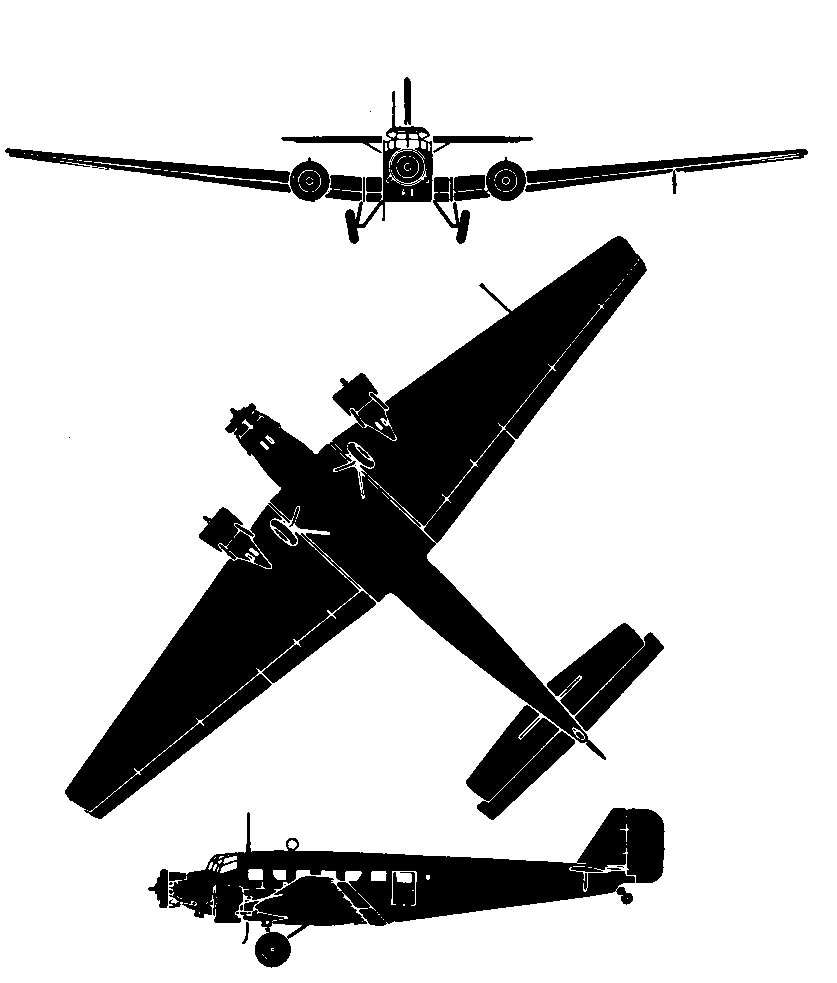
CASA 352-L

- 2 × súng máy MG 15 7,92 mm (.312 in)
- Bom: 500 kilôgam (1.100 lb) bom (một số biến thể)